# Always Was, Is and Always Shall Be
Always Was, Is, and Always Shall Be (с англ. — «Всегда был, есть и всегда будет») — дебютный студийный альбом Джи-Джи Аллина и The Jabbers, изданный лейблом Orange Records в 1980 году.

## Запись и стиль
Первые три песни были записаны участниками группы в Вермонте, в подвале дома, в котором они жили. В момент записи этих песен Джи-Джи впервые взялся за микрофон, оставив ударную установку.
В музыке виднеется влияние разных исполнителей — в частности, The Stooges и New York Dolls. Музыка сочетает в себе панк-рок 80-х и нью-вейв-поп. В AllMusic Музыкальный стиль Аллина и The Jabbers описали как гибрид хардкор-панка и пауэр-попа. Коллектив исполняет риффы в духе The Stooges, а сам вокал Аллина временами также мелодичный.
В это же время, тексты песен очень вульгарны и почти все наполнены мизогинией. По словам рецензента из AllMusic, «Аллин рассматривает женщин как безмозглые инструменты удовлетворения, которые имеют такие раздражающие желания, как взаимосвязь». В пример он привёл строчки из песни «Automatic»: «Don’t go playing with me emotionally/Or I will make you bleed internally». В связи с женоненавистничеством Аллина, рецензенту из AllMusic кажется неуместным женский бэк-вокал в «Cheri Love Affair». В «Bored To Death» Аллин говорит, что ему до смерти скучно, и что его тошнит от окружающих и даже от самого себя.

## Отзывы критиков
Стив Хьюи из AllMusic присудил альбому две звезды из пяти сказав, что риффов в духе The Stooges и мелодичного временами вокала Аллина достаточно для того, чтобы признать эти записи одними из его лучших. Однако рецензент раскритиковал смысл песен: «очень удивительно, но яростная ненависть, сексуальная и психологическая деградация и ошеломляющая глупость являются лишь намёком на те вершины (или низы), которых Аллин достигнет позже».
Ян Маккалеб из Trouser Press назвал альбом «приличным», однако, по его мнению, он плохо спродюсирован. Музыку он описал как «довольно привлекательный рок». Но рецензенту не понравилась склонность Аллина к вульгарной лирике, которую он называет «фатальной слабостью». Например, композицию «Pussy Summit Meeting» он называет «глупой».
Команда The Ultimate Guitar присудила альбому семь баллов из десяти, процитировав рецензента из AllMusic: «это яростное, прямое свидетельство мизогинии, которое может вызвать тревогу».

## Список композиций
| №  | Название               | Длительность |
| -- | ---------------------- | ------------ |
| 1. | «Bored To Death»       | 1:55         |
| 2. | «Beat, Beat, Beat»     | 1:55         |
| 3. | «One Man Army»         | 2:05         |
| 4. | «Assface»              | 1:35         |
| 5. | «Pussy Summit Meeting» | 0:30         |
| 6. | «Cheri Love Affair»    | 2:45         |

| №   | Название               | Длительность |
| --- | ---------------------- | ------------ |
| 7.  | «Automatic»            | 2:30         |
| 8.  | «I Need Adventure»     | 2:00         |
| 9.  | «Don't Talk To Me»     | 2:23         |
| 10. | «Unpredictable»        | 1:55         |
| 11. | «1980's Rock 'N' Roll» | 1:45         |

## Участники записи
Музыка
- Вокал — Джи-Джи Аллин
- Бэк-вокал — Ава Электрис, Дэн Пенни, Дэвид Пил, Джефф Пенни, Джонни Ву-Ду
- Бас-гитара — Алан Чаппл, Карл Сквер, Мёрл Аллин
- Электрогитара — Джефф Пенни, Джонни Фортин, Питер Эно, Роб Бассо
- Ударные — Боб МакКензи, Джи-Джи Аллин
- Пианино — Тим Хориган

Производство
- Продюсер — Джи-Джи Аллин
- Помощники продюсера — Джоэл Рэймонд, Ларри Фини, Питер Суяма, Том Бартлетт
- Аудиоинженеры — Джон Стюарт, Ларри Фини, Том Бартлетт
- Микширование, редактирование — Том Бартлетт
- Нарезка дисков — Роджер Сейбел
- Фотографирование — Сьюзи Чейзер